# Party for Socialism and Liberation
De Party for Socialism and Liberation (PSL) is een Amerikaanse communistische politieke partij. Ze ontstond in 2004 als afsplitsing van Workers World Party en is gevestigd in San Francisco en Washington D.C. De partij heeft 55 lokale werkingen. Het is een van tientallen kleine extreemlinkse groeperingen in de Verenigde Staten. In Amerikaanse presidentsverkiezingen schuift PSL steeds eigen kandidaten naar voren; het meest succesvol waren Gloria La Riva en Sunil Freeman in 2020 met 85.623 stemmen (0,05%).

## Bekende (ex-)leden
- Brian Becker
- Sunil Freeman
- Gloria La Riva
- Peta Lindsay
- Michael Prysner
- Eugene Puryear

Grote partijen:
Democratische Partij · Republikeinse Partij
Third party's:
America's Party · 
American Freedom Party · 
American Party · 
American Populist Party · 
American Solidarity Party · 
Black Riders Liberation Party · 
Christian Liberty Party · 
Citizens Party · 
Communist Party USA · 
Constitution Party · 
Democratic Socialists of America · 
Freedom Road Socialist Organization · 
Freedom Socialist Party · 
Groene Partij · 
Humane Party · 
Independent American Party · 
Justice Party · 
Libertarische Partij · 
Marijuana Party · 
Modern Whig Party · 
National Socialist Movement · 
New Afrikan Black Panther Party · 
New Black Panther Party · 
Objectivist Party · 
Pacifist Party · 
Party for Socialism and Liberation · 
Peace and Freedom Party · 
Pirate Party · 
Progressive Labor Party · 
Prohibition Party · 
Reform Party · 
Revolutionary Communist Party · 
Socialist Action · 
Socialist Alternative · 
Socialist Equality Party · 
Socialist Party · 
Socialist Workers Party · 
Unity Party · 
Veterans Party · 
Workers World Party ·
Working Families Party ·
World Socialist Party